# Daewoo Lestar
Daewoo Lestar — автобус среднего класса, выпускаемый южнокорейской компанией Daewoo с 2012 года.

## История
Автобус Daewoo Lestar впервые был представлен в 2007 году. В 2012 году автобус был представлен в Пусане. Позднее автобус был представлен в России в комплектации «Премиум».
Автобус оборудован выдвижной дверью и вклеенными окнами. Вместимость автобуса 22 места.

## Галерея

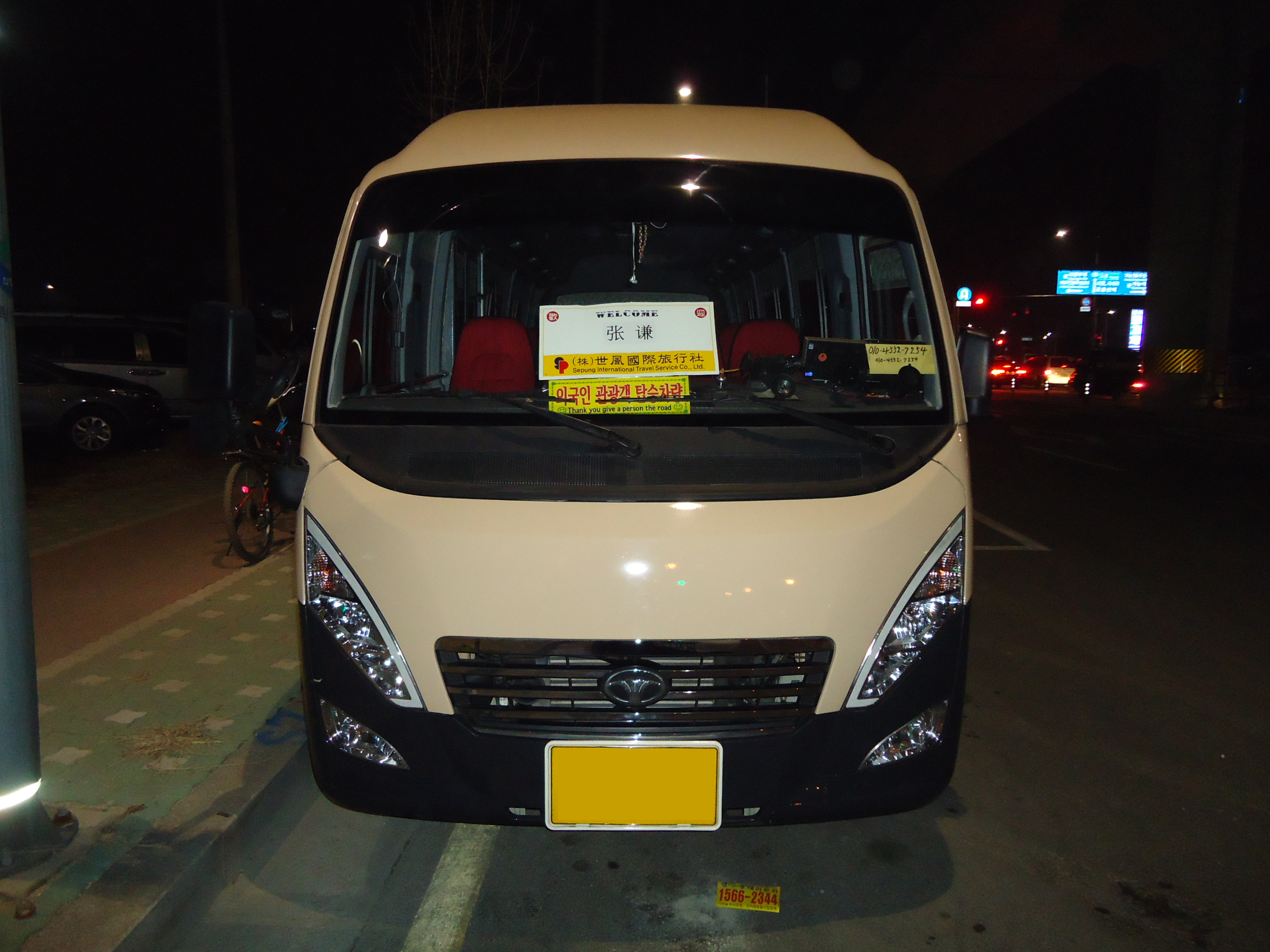
Вид спереди
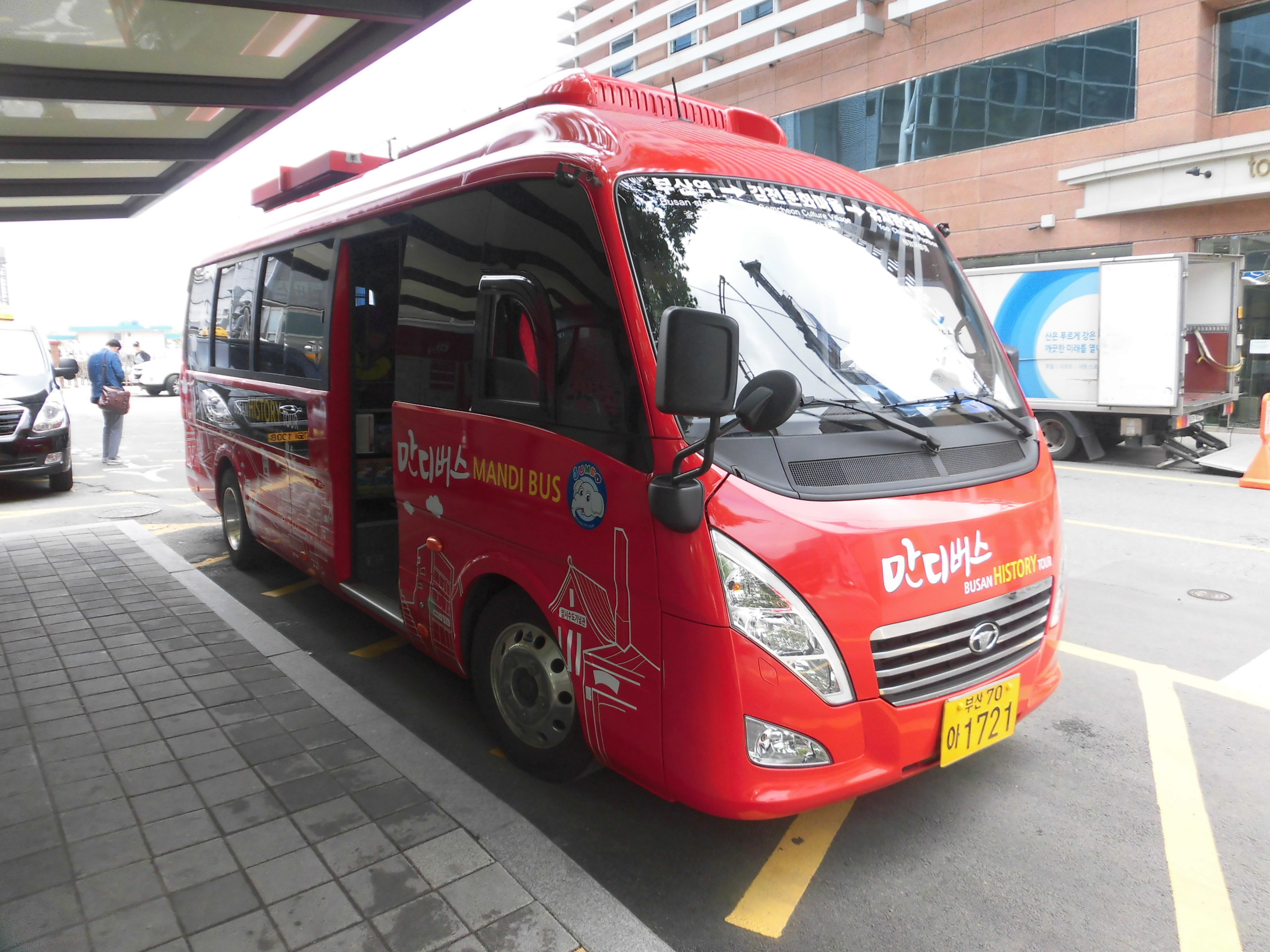
Daewoo Lestar в Пусане